# Lymanopoda larumna
Lymanopoda larumna är en fjärilsart som beskrevs av Otto Staudinger 1894. Lymanopoda larumna ingår i släktet Lymanopoda och familjen praktfjärilar. Inga underarter finns listade i Catalogue of Life.